# Faro de Góra Szwedów
El faro de Góra Szwedów (en polaco: Latarnia Morska Góra Szwedów) es un faro en desuso que se encuentra en las cercanías de la población de Hel, en la península del mismo nombre, en el Voivodato de Pomerania, Polonia. El faro fue apagado en 1990 y abandonado.

## Historia
La península de Hel está situada en un lugar estratégico en las rutas de navegación hacia el puerto de Gdansk. A comienzos del siglo XIX se construyó en la cercana localidad de Hel un faro, en el extremo de la península. Sin embargo, pronto se vio que el lugar no era el más idóneo ya que cuando los barcos doblaban el cabo Rozewie, no llegaban a avistarlo ya que quedaba oculto por los árboles, y embarrancaban entre Jastarnia y Hel, motivo por el que se decidió en 1872 instalar en un nuevo faro entre Jastarnia y Bór. Sin embargo, este faro tampoco resultó ser efectivo y en 1931 se decidió la construcción de un nuevo faro a unos tres kilómetros al norte del faro de Hel. Se construyó una estructura metálica sobre un bloque de hormigón con una altura total de 17 metros que sumados a los 19 metros de la duna donde estaba ubicado, hacían que el plano focal se enconrtara a 34,5 metros sobre el nivel del mar. El faro estaba electrificado y estaba atendido desde el cercano faro de Hel. En 1990 fue apagado y parcialmente desmantelado, presentando hoy en día un estado de total abandono.